# Rosina Mantovani Gutti
Rosina Mantovani Gutti nasceu em 1851 e faleceu em 1943. Filha do pintor Alessandro Mantovani; Gutti participou dos mesmos círculos do pintor Ludovico Seitz. Rosina Mantovani Gutti ficou famosa por seus trabalhos em pastel. Seus retratos de mulheres e crianças foram exibidos em Paris, onde ela permaneceu por muito tempo. Em seus últimos anos, ela se mudou para Berlim.

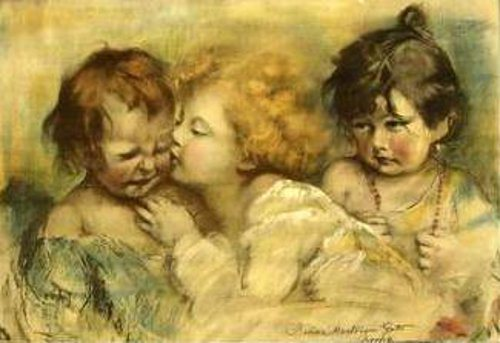
O pacificador

## Biografia
Gutti nasceu em Roma, então parte dos Estados Pontifícios . Sua obra O pacificador foi incluída no livro Women Painters of the World . Esta se tornou uma impressão popular e foi a ilustração principal em um pôster australiano para bônus de guerra da Primeira Guerra Mundial. A imagem também foi usada em um cartaz canadense da Primeira Guerra Mundial: "Para seus filhos, compre certificados de poupança de guerra e eles viverão para agradecer". Um esboço deste grupo intitulado "Três crianças" está na coleção do British National Trust.